# The Girl from Thunder Mountain
The Girl from Thunder Mountain è un cortometraggio muto del 1914. Il nome del regista non viene riportato.

## Produzione
Il film fu prodotto dalla Essanay Film Manufacturing Company.

## Distribuzione
Distribuito dalla General Film Company, il film - un cortometraggio in due bobine - uscì nelle sale cinematografiche USA il 18 dicembre 1914.
Viene citato in Moving Picture World del 12 dicembre 1914.